# Muzeum Miasta Jaworzna
Muzeum Miasta Jaworzna – muzeum położone w Jaworznie. Placówka jest miejską jednostką organizacyjną.
Muzeum powstało w 1972 roku z inicjatywy Społecznego Komitetu Organizacyjnego Muzeum Regionalnego. Jego pierwszą siedzibą był budynek przy ul. Grunwaldzkiej 37. Na jego zbiory składały się eksponaty przekazane przez miejscowe kopalnie (m.in. mapy górnicze) oraz prywatnych darczyńców. W trzy lata po powstaniu placówka przeniosła się do budynku przy ul. Grunwaldzkiej 35, którego remont wykonała kopalnia „Jaworzno”. Funkcjonowała tam do 1986 roku, kiedy to na jej potrzeby przejęto pokopalniany budynek przy ul. Pocztowej 5, gdzie muzeum ma siedzibę do dziś. W 1994 roku placówka została podporządkowania organizacyjnie Miejskiej Bibliotece Publicznej, natomiast w cztery lata później uzyskała ona samodzielność jako jednostka miejska.
Na zbiory muzeum składają się obecnie następujące ekspozycje:
- historyczna, obejmująca dzieje miasta i jego mieszkańców,
- etnograficzna, ukazująca kulturę ludową okolic Jaworzna w tym przedmioty codziennego użytku oraz sztukę sakralną,
- górnicza, na którą składają się eksponaty związane z jaworznickimi kopalniami („Jaworzno”, „Komuna Paryska” i „Sobieski”), w tym m.in. dawne narzędzia pracy, instrumenty miernicze, mundury, lampki, dokumenty i fotografie.

Muzeum jest obiektem całorocznym, czynnym codziennie z wyjątkiem poniedziałków. Wstęp jest płatny.